# 红旗渠 (乐曲)
《紅旗渠》是由徐景新、金复载、陳大偉所作的一首中國民族管絃樂曲。樂曲以優美的旋律和宏大的氣勢，描寫河南林縣人民，辛苦建造水利設施紅旗渠的景象。
樂曲分成三部分：第一部分名稱「一輪紅日照太行」，為慢板，主要以胡琴組鋹奏，以優美的旋律，描寫當地優美景色和淳厚民風。第二部分「千軍萬馬戰山河」，以嗩吶帶領樂隊，奏出強有力的節奏和雄壯的旋律，描寫當地人民辛苦開山劈水的景象。第三部分「江旗渠水萬年長」，先以一段打擊擊樂器模仿流水聲音，表現渠道終於完成，引水而來，接者是熱烈歡快的曲調，描寫熱烈慶祝工程完成，改善人民生活的情景。